# Wijken en buurten in de gemeente Helden
De Nederlandse gemeente Helden werd tot herindeling van 1 januari 2010, voor statistische doeleinden onderverdeeld in wijken en buurten. Tot deze gemeente behoorden Panningen, Beringe, Grashoek, Koningslust, Egchel en Helden. Per 1 januari 2010 maakt de gemeente Helden deel uit van de gemeente Peel en Maas.
De gemeente werd verdeeld in de volgende statistische wijken:
- Wijk 00 Grashoek-Koningslust (CBS-wijkcode:091800)
- Wijk 01 Panningen (CBS-wijkcode:091801)

Een statistische wijk kan bestaan uit meerdere buurten. Onderstaande tabel geeft de buurtindeling met kentallen volgens het Centraal Bureau voor de Statistiek (2008):
| CBS-buurtcode | Buurtnaam            | Inwonertal | Opp. totaal (ha) | Opp. land (ha) | Ligging                |
| ------------- | -------------------- | ---------- | ---------------- | -------------- | ---------------------- |
| BU09180000    | Grashoek             | 1340       | 563              | 563            | Locatie in de gemeente |
| BU09180001    | Koningslust          | 1300       | 695              | 695            | Locatie in de gemeente |
| BU09180002    | Kievitsheide         | 170        | 565              | 563            | Locatie in de gemeente |
| BU09180003    | Vliegert             | 230        | 515              | 515            | Locatie in de gemeente |
| BU09180100    | Beringe              | 1930       | 635              | 630            | Locatie in de gemeente |
| BU09180101    | Panningen            | 6800       | 372              | 372            | Locatie in de gemeente |
| BU09180102    | Helden               | 5300       | 690              | 690            | Locatie in de gemeente |
| BU09180104    | Vosberg-Loo          | 360        | 311              | 311            | Locatie in de gemeente |
| BU09180105    | Egchel               | 950        | 566              | 566            | Locatie in de gemeente |
| BU09180106    | Zelen-Hub            | 210        | 450              | 450            | Locatie in de gemeente |
| BU09180107    | Groeze               | 190        | 466              | 463            | Locatie in de gemeente |
| BU09180108    | Onder-Eindt-Zandberg | 620        | 525              | 523            | Locatie in de gemeente |
| BU09180109    | Keup                 | 130        | 568              | 568            | Locatie in de gemeente |